# Marjorie Alessandrini
Pour les articles homonymes, voir Alessandrini.
Marjorie Alessandrini, née le 3 avril 1946 à Colomb-Béchar (Algérie française) et morte le 12 février 2014 à Paris, est une journaliste française, spécialisée dans la culture et les arts de vivre.

## Biographie
Joëlle Marjorie Poissonnet naît « dans un avion, au-dessus du Sahara », aux environs de Colomb-Béchar, le 3 avril 1946.
À 18 ans, alors qu'elle est étudiante en khâgne, elle épouse Paul Alessandrini. En 1967, elle débute une thèse de doctorat sous la direction de Georges Balandier, Le Mythe de l'homme-plante dans les littératures africaines et antillaises de langue française ; elle la soutient en 1973.
En 1969, Paul était entré à Rock & Folk, Marjorie l'y rejoint et se fait connaître en écrivant principalement sur la bande dessinée et la musique. Aux éditions Albin Michel, elle coordonne de 1974 à 1976 une collection de monographies consacrées à la bande dessinée, « Graffiti », où paraissent huit titres dont son Crumb en 1974, puis supervise en 1978 une Encyclopédie des bandes dessinées assez complète sur les États-Unis et les auteurs francophones des années 1970, qui fait l'objet d'une réédition augmentée en 1986. En 1980, elle y publie un ouvrage consacré aux rockeuses, Le Rock au féminin.
Aux éditions Calmann-Lévy, elle signe avec son époux L'Année du Rock de 1982 à 1987. Elle publie également deux ouvrages sur Londres chez Autrement en 1984 et 1986.
Cheffe de rubrique de 1980 à 1984 au quotidien Le Matin de Paris, elle est rédactrice-en-chef à Paris-Magazine de 1985 à 1988, puis à L'Obs de Paris, supplément parisien du Nouvel Observateur, à partir de 1988. Elle devient ensuite rédactrice-en-chef des sections art de vivre, voyage et mode, poste qu'elle occupe jusqu'à sa retraite en 2009. De 1992 à 1994, elle produit, réalise et présente l'émission Week-end à la carte sur la chaîne câblée Paris Première.
Spécialiste de l'Asie et des littératures de voyages, elle anime après sa retraite deux blogs sur le site du Nouvel Observateur : L'Esprit du Voyage (2009-2013) et Impressions d'Asie (2010-2013). Elle meurt d'un cancer le 12 février 2014 à Paris, à l'âge de 67 ans,,.

## Œuvre
- Crumb, Albin Michel, coll. « Graffiti », 1974  (ISBN 2-226-00038-0).
- Encyclopédie des bandes dessinées (dir.), Albin Michel, 1978  (ISBN 2-226-00701-6)[5],[6]. Réédition augmentée en 1986.
- Le Rock au féminin, Albin Michel, 2000  (ISBN 2-226-00959-0).
- L'Année du rock (avec Paul Alessandrini), Calmann-Levy, 5 vol., 1982-1987.
- Londres : 100 Ans de retard, 100 Ans d'avance (avec Paul Alessandrini), Autrement hors-série no 6, 1984.
- Londres : Capitale des styles à la recherche d'une âme, Autrement, 1986  (ISBN 2-86260151-9).